# Дембаррер, Жан
Жан Дембаррер (фр. Jean Dembarrère; 3 июля 1747, Тарб — 3 марта 1828, Лурд) — французский командир, сенатор эпохи Наполеоновских и Революционных войн.

## Биография
Родился в знатной семье. Отец — юрист Жан Франсуа, происходил из Лурда и занимал пост в парламенте Франции и был первым консулом в Тарбе. В 1725 году женился на Анне де Каботт (фр. Anna de Caubotte), сестре Филибера Каботта который занимал должность мэра Лурда.
В 1768 году в звании младшего лейтенанта поступил в Королевскую инженерную школу в Мезьере. В 1792 году стал инженерным командиром в Бресте. Во время войны первой коалиции вместе с капитаном Лористоном участвовал в осаде Валансьена, по итогам осады был представлен к чину командира бригады.
Во время битвы при Дуэ своими действиями помог генералу Антуану Сантеру победить, подав прошение об отставке покинул Западную армию. После командировки в Мец присоединился к Итальянской армии, где занял должность командующего инженерным вооружением.
После отступления и сосредоточения армии у реки Вар, руководил укреплениями в частности у акведука Пон-дю-Гар. В 1803 году ему был пожалован орден Почётного легиона, 15 июня 1808 года получил титул дворянства Первой империи.
В 1814 году участвует в обсуждениях Охранительного сената и одним из первых был представлен к ордену Святого Людовика. 23 августа стал великим офицером ордена Почетного легиона.
После возвращения Наполеона I с острова Эльбы, отдалён от двора, после реставрации Бурбонов был представлен ко двору Людовика XVIII. 20 декабря 1817 года ему было пожалован графский титул. Скончался в марте 1828 году в Лурде.